# Koprowicka Przełęcz Niżnia
Koprowicka Przełęcz Niżnia (słow. Nižné kôprovické sedlo) – położona na wysokości 1914 m (według wcześniejszych pomiarów 1908 m) przełęcz w grani Liptowskich Kop w słowackich Tatrach. Znajduje się w tej grani pomiędzy Skrajnym Gołym Wierchem Liptowskim (1981 m) a Krzyżnem Liptowskim (2039 m). Jest to szerokie i trawiaste siodło. Zachodnie jego stoki opadają do kotła lodowcowego Krzyżny Kocioł w najwyższej części doliny Koprowicy. Stoki wschodnie opadają lejkowatą depresją do Doliny Koprowej. Depresja ta w dolnej części zamienia się w wąski żleb. Zimą schodzą nim lawiny.
Dawniej na kopulastych i trawiastych szczytowych partiach Kop Liptowskich wypasali swoje stada mieszkańcy wsi Wychodna i Kokawa Liptowska. Wschodnie stoki przełęczy przecinają 3 ścieżki, w tym Leśna Obwodnica i Wschodnia Obwodnica. Dla turystów są niedostępne; od 1949 r. Kopy Liptowskie stanowią obszar ochronny Tatrzańskiego Parku Narodowego z zakazem wstępu. 
Na mapach we wschodnich stokach Koprowickiej Przełęczy Wyżniej zaznaczane jest Serce (słow. Srdce). Według Władysława Cywińskiego znajduje się ono w dolnej części żlebu opadającego z tej przełęczy. Jest to lejkowata depresja o trójkątnym, nieco zblizonym do sercowatego kształcie.

## Przypisy

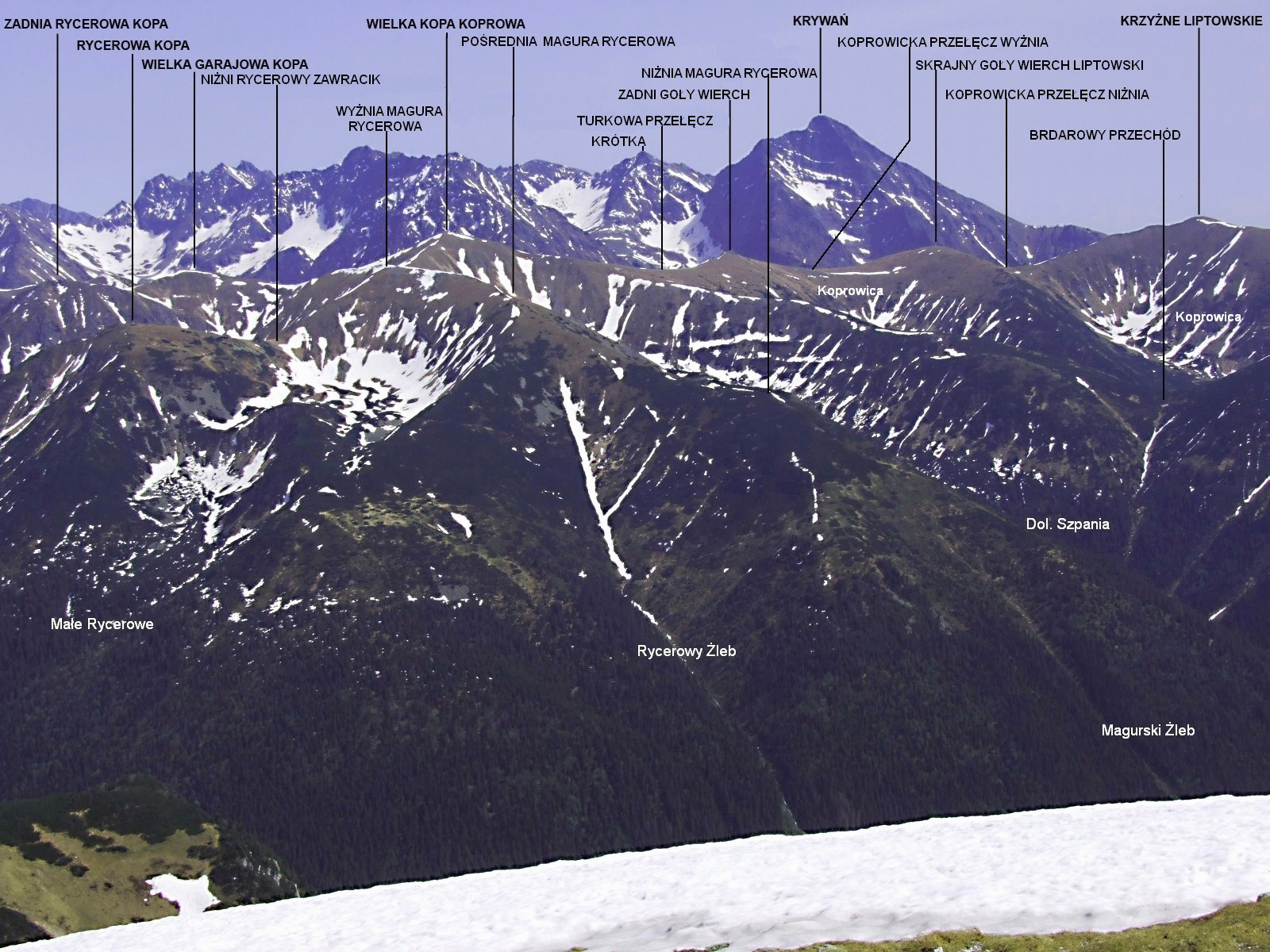
Widok z głównej grani Tatr
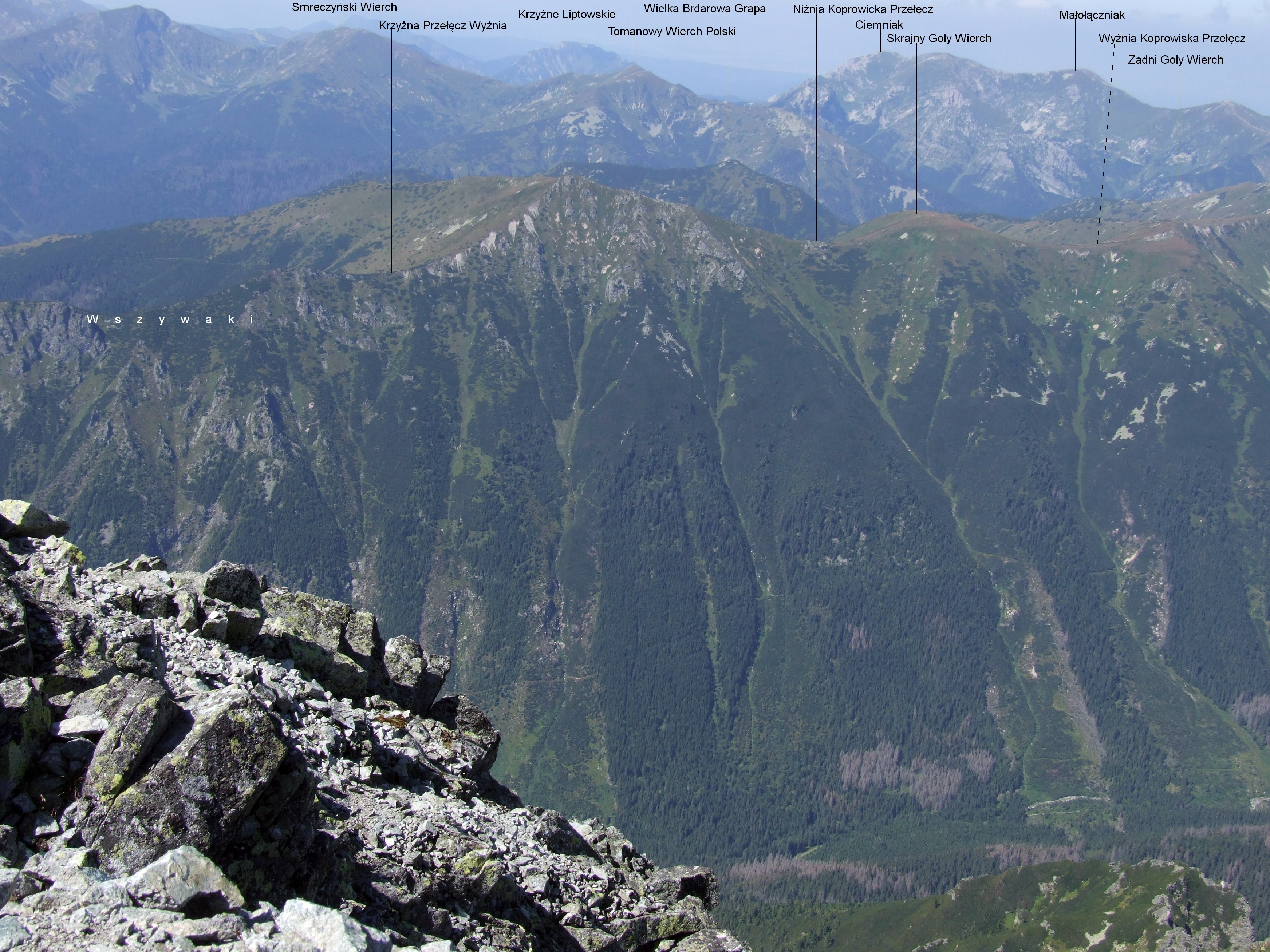
Widok z Krywania